# Parastenolechia
Parastenolechia is een geslacht van vlinders van de familie tastermotten (Gelechiidae).

## Soorten
- P. asymmetrica Kanazawa, 1985
- P. issikiella (Okada, 1961)
- P. nigrinotella (Zeller, 1847)